# Epimecis mundaria
Epimecis mundaria är en fjärilsart som beskrevs av Walker 1860. Epimecis mundaria ingår i släktet Epimecis och familjen mätare. Inga underarter finns listade i Catalogue of Life.